# Крекінг-установки у Людвігсгафені
Крекінг-установки у Людвігсгафені — складові частини гігантського виробничого майданчика компанії BASF, розташованого на заході Німеччини у федеральній землі Північний Рейн-Вестфалія.
В 1929 році у Людвігсгафені почалось виробництво полістиролу, за яким невдовзі пішли полівінілхлорид (1931) та поліетилен (1937). На той час в основі хімії полімерів лежала переробка вугілля, проте вже у 1960-х роках відбувся перехід до вуглеводневої сировини. Це супроводжувалось стрімким зростанням виробництва етилену — якщо в 1964-му у Людвігсгафені виробляли лише 30 тисяч тонн цього олефіну, то вже наступного року тут запрацювала установка парового крекінгу (піролізу) річною потужністю 220 тисяч тонн, а в 1980-му ввели в експлуатацію другу з показником 400 тисяч тонн етилену. Установки розраховані на використання важкої (як для нафтохімії) вуглеводневої сировини — переважно газового бензину (90 %) з невеликим доповненням за рахунок бутану та пропану (по 5 %). Це дозволяє також продукувати більш важкий олефін — пропілен, в обсягах 350 тисяч тонн на рік.
У багатьох випадках піролізні установки створюються під забезпечення сировиною одного-двох пов'язаних виробництв (найчастіше ліній полімеризації), проте на майданчику BASF розташовані десятки різноманітних хімічних заводів. Так, етилен спрямовується на продукування оксирану (345 тисяч тонн на рік) та етилбензолу (один з компонентів стиролу, 600 тисяч тонн на рік). Пропілен використовують на заводах оксиду пропілену (125 тисяч тонн), пропіленгліколю (80 тисяч тонн), олігомерів пропілену (85 тисяч тонн), акрилової кислоти (сировина для різноманітних акрилатів, 320 тисяч тонн на рік). Що стосується мономеру вінілхлориду (завод потужністю 150 тисяч тонн на рік), то його продукування припинили у 2006-му.
З 1980-го завдяки продуктопроводу Франфурт — Людвігсгафен майданчик отримав доступ до потужної мережі етиленопроводів, котра пов'язує численні нафтохімічні підприємства західної частини Німеччини, Бельгії та Нідерландів. З 2013-го ця система, завдяки запуску етиленопроводу Ethylen-Pipeline Sud (EPS), виявилась пов'язаною також із нафтохімічними майданчиками на південному сході країни, у Баварії.
Піроліз важких вуглеводнів супроводжується виходом великих об'ємів бутилен-бутадієнової фракції. Це дозволяє компанії BASF виробляти 105 тисяч тонн бутадієну (основа для найбільш поширеної групи синтетичних каучуків).
Можливо відзначити й таку особливість піролізних установок у Людвигсгафені, як є використання їх відхідних газів (off-gas) для живлення заводу з виробництва метанолу (480 тисяч тонн на рік).